# Ауэрбах (Фогтланд)
Ауэрбах — город в Саксонии с населением около 21000 чел.

## Политика
Результаты муниципальных выборов районного совета 2019 г.:
| Фракция | Места | Фракция                          | Места |
| ------- | ----- | -------------------------------- | ----- |
| ХДС     | 7     | VfB 1906 e. V.                   | 1     |
| АдГ     | 4     | Сообщество свободных избирателей | 1     |
| Левая   | 2     | СвДП                             | 1     |
| СДПГ    | 2     |                                  |       |

#### Города-побратимы
- Гревенброх,
- Бухенбах,
- Стшегом, [2]

## Галерея

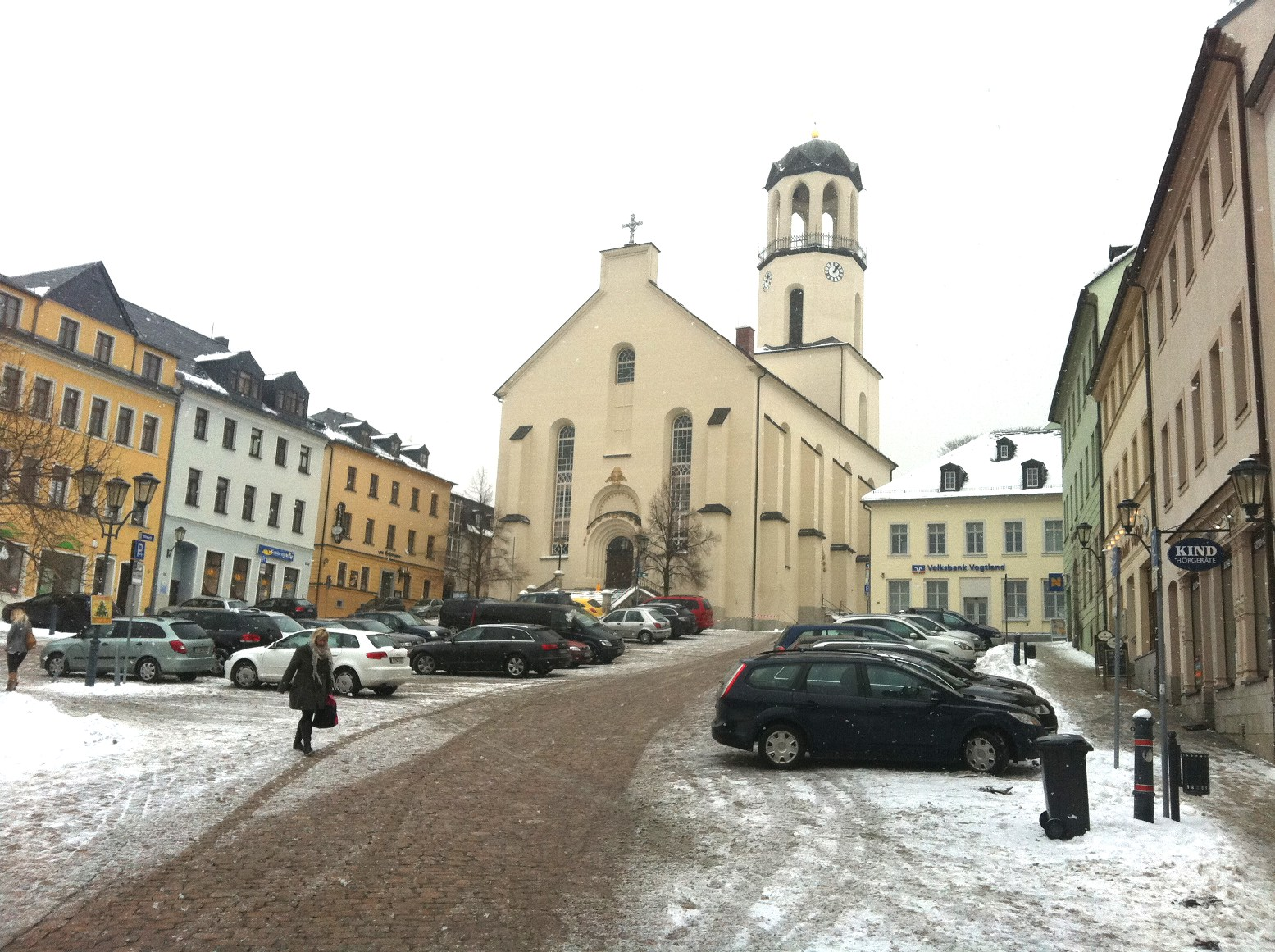
Auerbach
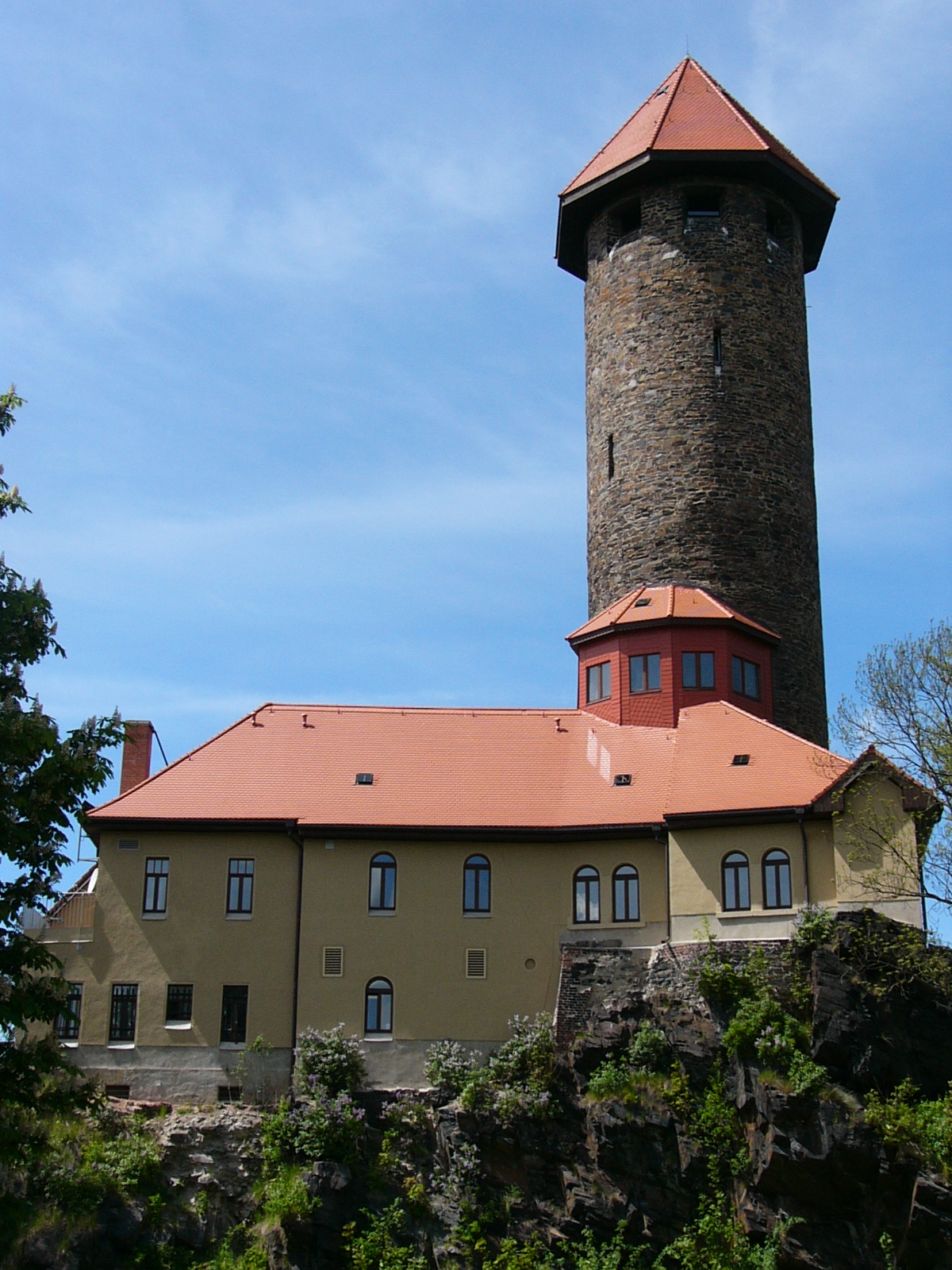
Башня замка Ауэрбах
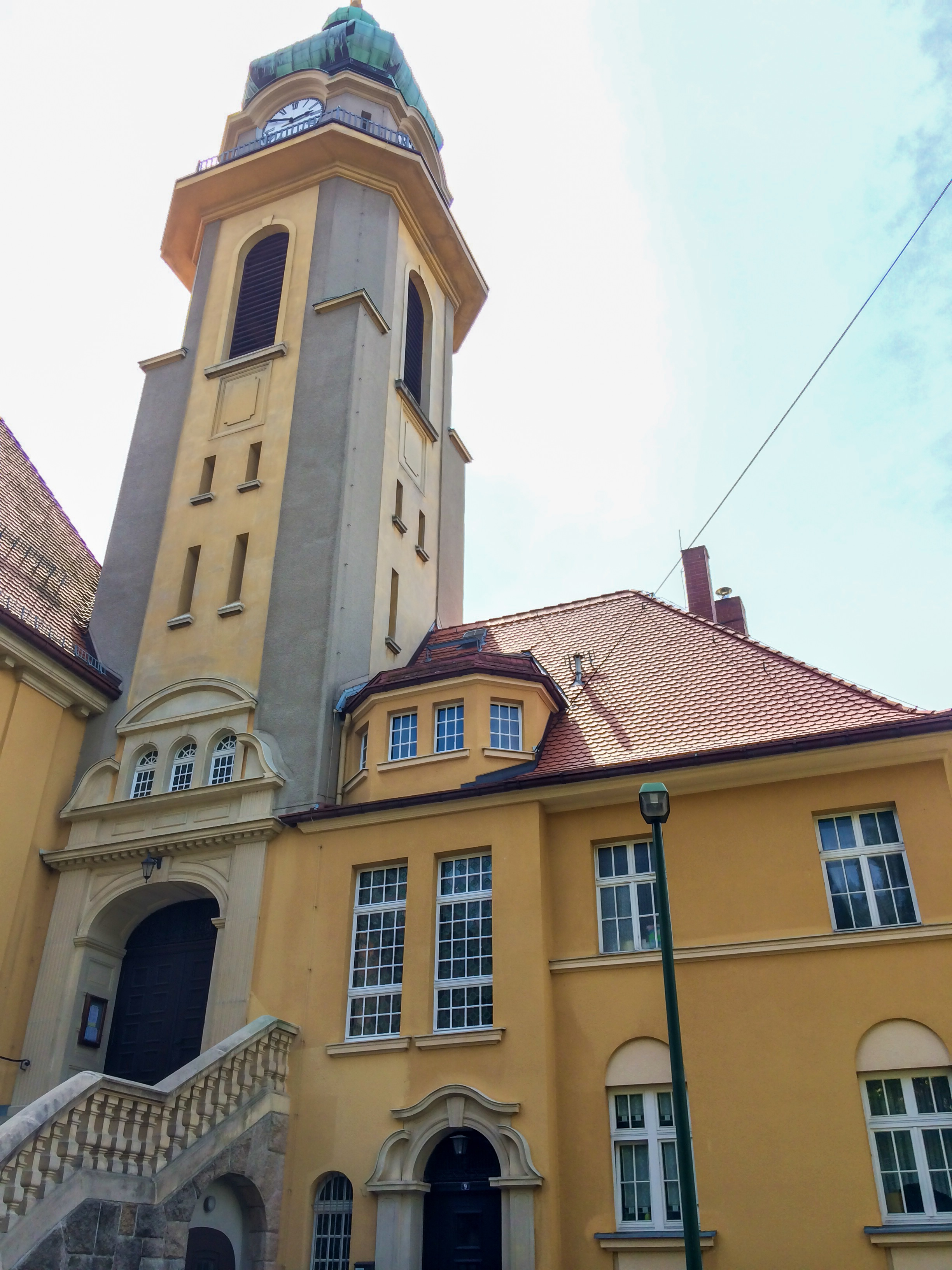
Церковь Святого Креста (Zum Heiligen Kreuz)
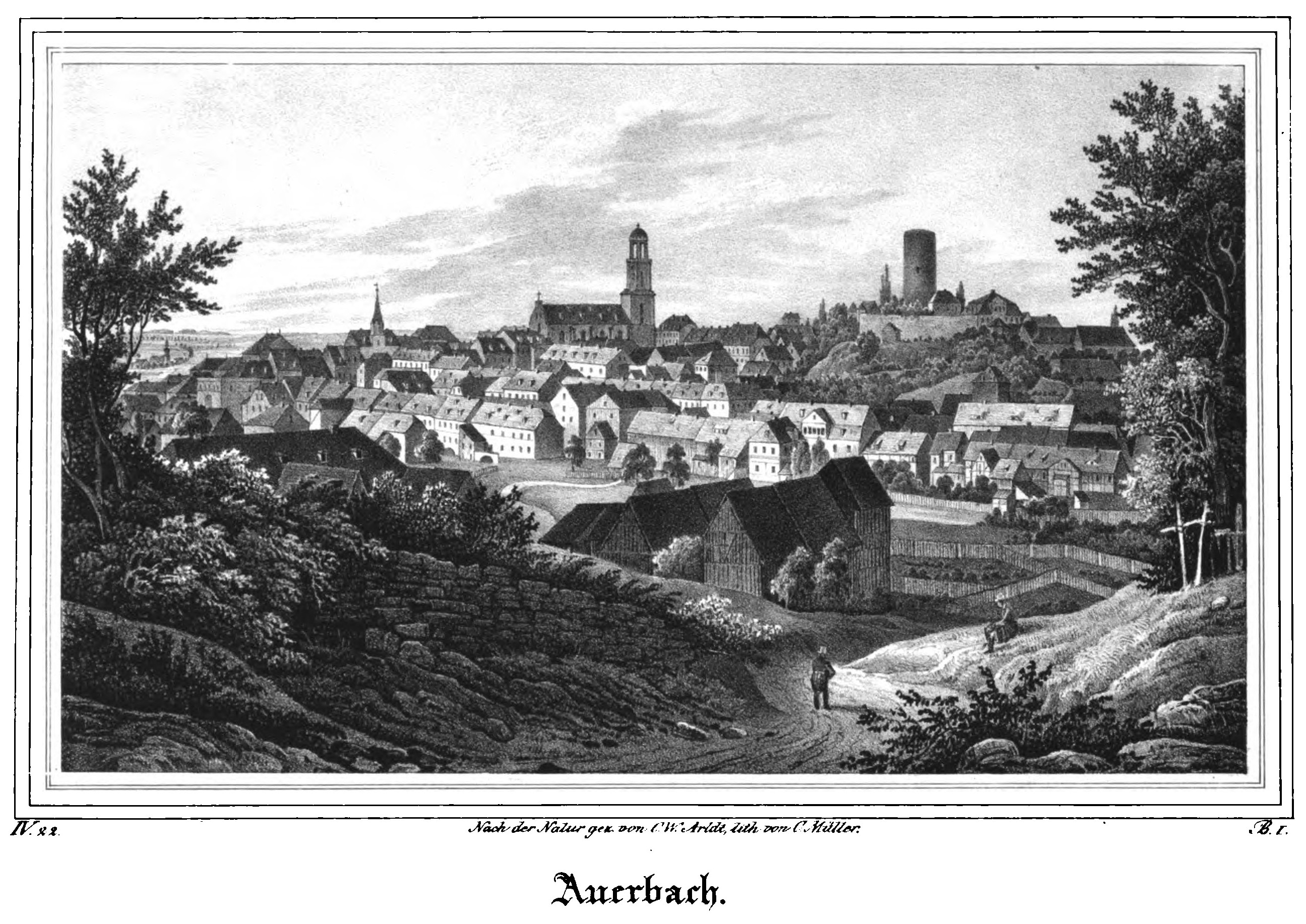
Ауэрбах на литографии 1839 г.